# Josef Klička II
Josef Klička II (Praag, 10 november 1889 – Klatovy, 5 september 1978) was een Tsjechische componist en militaire kapelmeester.

## Levensloop
Klička studeerde aan het Státní konservatori hudby v Praze in Praag. Na het behalen van zijn diploma's werd hij militaire muzikant en vanaf 1912 kapelmeester van de militaire muziekkapel van het Infanterie Regiment nr. 65 van het Oostenrijks-Hongaars leger in Miskolc. In deze functie bleef hij tot aan het einde van de Eerste Wereldoorlog. In 1922 werd hij lid van het naoorlogse Roemeense leger en dirigeerde aldaar ook een militaire muziekkapel. In 1947 kwam hij terug naar de Tsjecho-Slowakije.
Hij schreef meerdere marsen en dansen voor harmonieorkest, waarvan vooral de Erinnerungsmarsch, op. 39 en de Möller-Marsch (65er Regimentsmarsch), op. 40 bekend zijn. 